# Марко Станојевић
Марко Станојевић (енгл. Marko Stanojevic; 1. октобар 1979) бивши је италијански рагбиста српског порекла. Родио се у Бирмингему, његов отац је Србин, а мајка је Италијанка. Почео је као дете да тренира рагби, један од најзаступљенијих спортова на острву. Играо је у Енглеској за Ковентри и Бристол, до одласка у Италију. У сезони 2004/2005. постигао је 17 есеја за Бристол у енглеском чемпионшипу. Већ 2002, заиграо је за репрезентацију Италије у рагбију 7. За репрезентацију Италије у рагбију 15 дебитовао је 2006, у тест мечу против Португала. Постигао је есеј за Италију на светском првенству у мечу против Ол блекса. У дресу Италије одиграо је 7 тест мечева и постигао 9 есеја.